# Ovīšrags
Ovīšrags är en udde i Lettland.   Den ligger i Ventspils kommun, i den västra delen av landet, 160 km väster om huvudstaden Riga.